# GeoJournal
GeoJournal（ジオジャーナル）は、1977年創刊の地理学の全分野に亘る国際的な査読付きの学術雑誌である。2009年12月までシュプリンガー・ネーデルランド（Springer Netherlands、旧Kluwer）は月刊（年3巻12号）で発行し、SpringerLinkを利用してインターネットで入手することができた。2010年2月から隔月刊となり、空間的な社会科学・人文科学を結合した国際誌となった。編集長はオハイオ州立大学地理学科都市・地域分析センターのダニエル・スイ（Daniel Z. Sui）。

## 概要
掲載する分野は人文地理学、自然地理学、人間と環境の相互作用、地理情報システム（地理情報科学、GIS）、疾病地理学、地理教育と多岐に亘る。誌面は研究ノート（research note）、評論（commentary）、短報（report）、書評（review）からなり、世界中の研究者から投稿される。国際地理学連合（IGU）に編集を委託しており、IGUの情報を周知するための手段としても利用されている。